# Moran Town
Moran Town é uma vila no distrito de Dibrugarh, no estado indiano de Assam.

## Demografia
Segundo o censo de 2001, Moran Town tinha uma população de 6 784 habitantes. Os indivíduos do sexo masculino constituem 53% da população e os do sexo feminino 47%. Moran Town tem uma taxa de literacia de 84%, superior à média nacional de 59,5%: a literacia no sexo masculino é de 86% e no sexo feminino é de 81%. Em Moran Town, 10% da população está abaixo dos 6 anos de idade.